# Lasioglossum cercothrix
Lasioglossum cercothrix är en biart som beskrevs av Mcginley 1986. Lasioglossum cercothrix ingår i släktet smalbin, och familjen vägbin. Inga underarter finns listade i Catalogue of Life.